# Kōdō

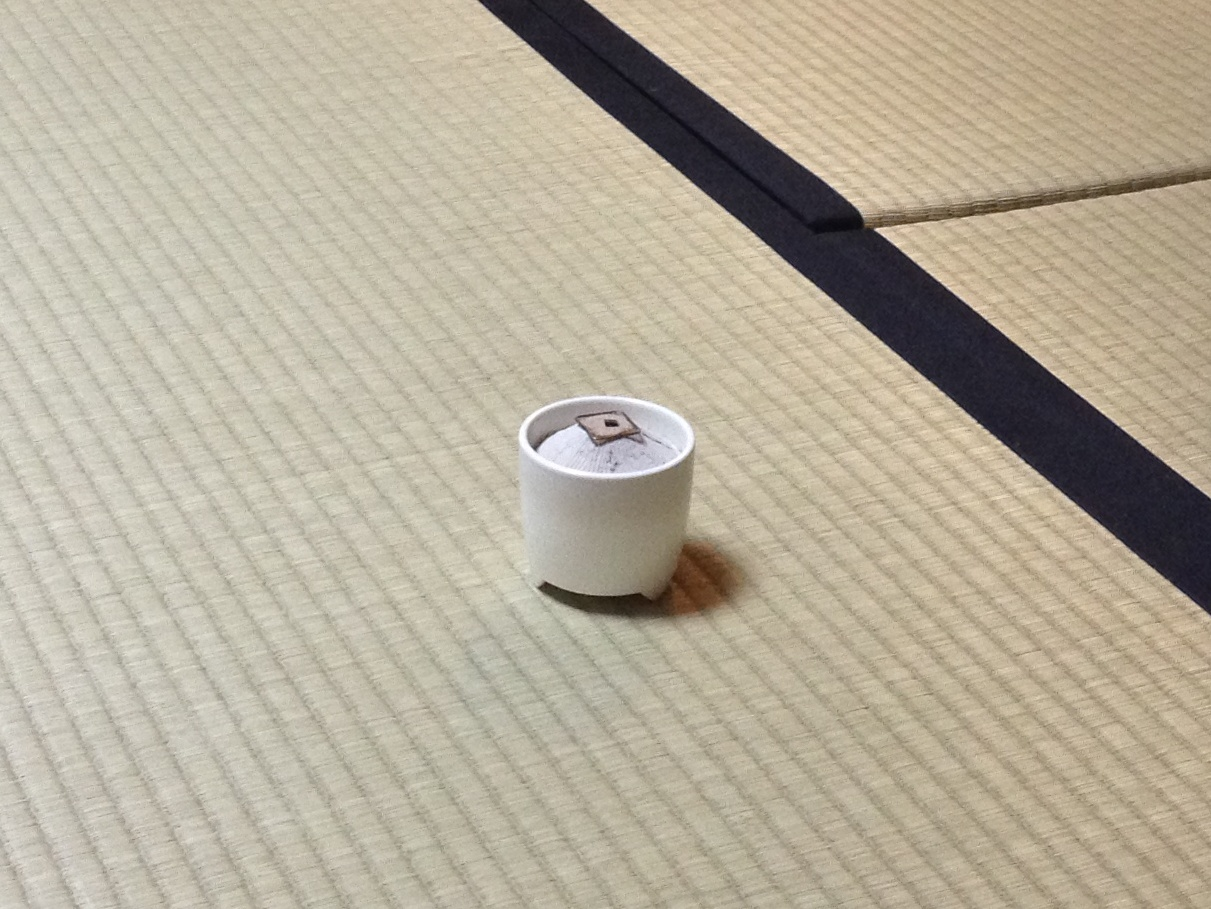
Un quemador de incienso (Koro) que se utiliza para una ayameko (菖蒲香), una parte del Kodo

El kōdō (en japonés 香道, literalmente «camino del incienso») es el arte japonés de la apreciación del incienso o ceremonia del incienso, ya que va unido a una conducta y códigos determinados.
El kōdō incluye todos los aspectos del proceso, desde las herramientas utilizadas (香道具 kōdōgu), muchas de las cuales, igual que en la ceremonia del té son objetos de arte, hasta actividades lúdicas como el kumikō (組香) y el genjikō (源氏香).  
El kōdō es una de las tres artes clásicas del refinamiento japonés, siendo las otras dos el ikebana y el chadō, pero es relativamente desconocido en el Japón actual.

## Tipos de incienso
| Nombre               | Caracteres | País de origen   | Esencia  |
| -------------------- | ---------- | ---------------- | -------- |
| Kyara                | 伽羅       | Vietnam          | Amargo   |
| Rakoku               | 羅国       | Tailandia        | Dulce    |
| Manaka               | 真那伽     | Malaca (Malasia) | Sin olor |
| Manaban              | 真南蛮     | Malabar, India   | Salado   |
| Sasora               | 佐曾羅     | India            | Picante  |
| Sumotara / Sumontara | 寸聞多羅   | Indonesia        | Agrio    |

## Juegos

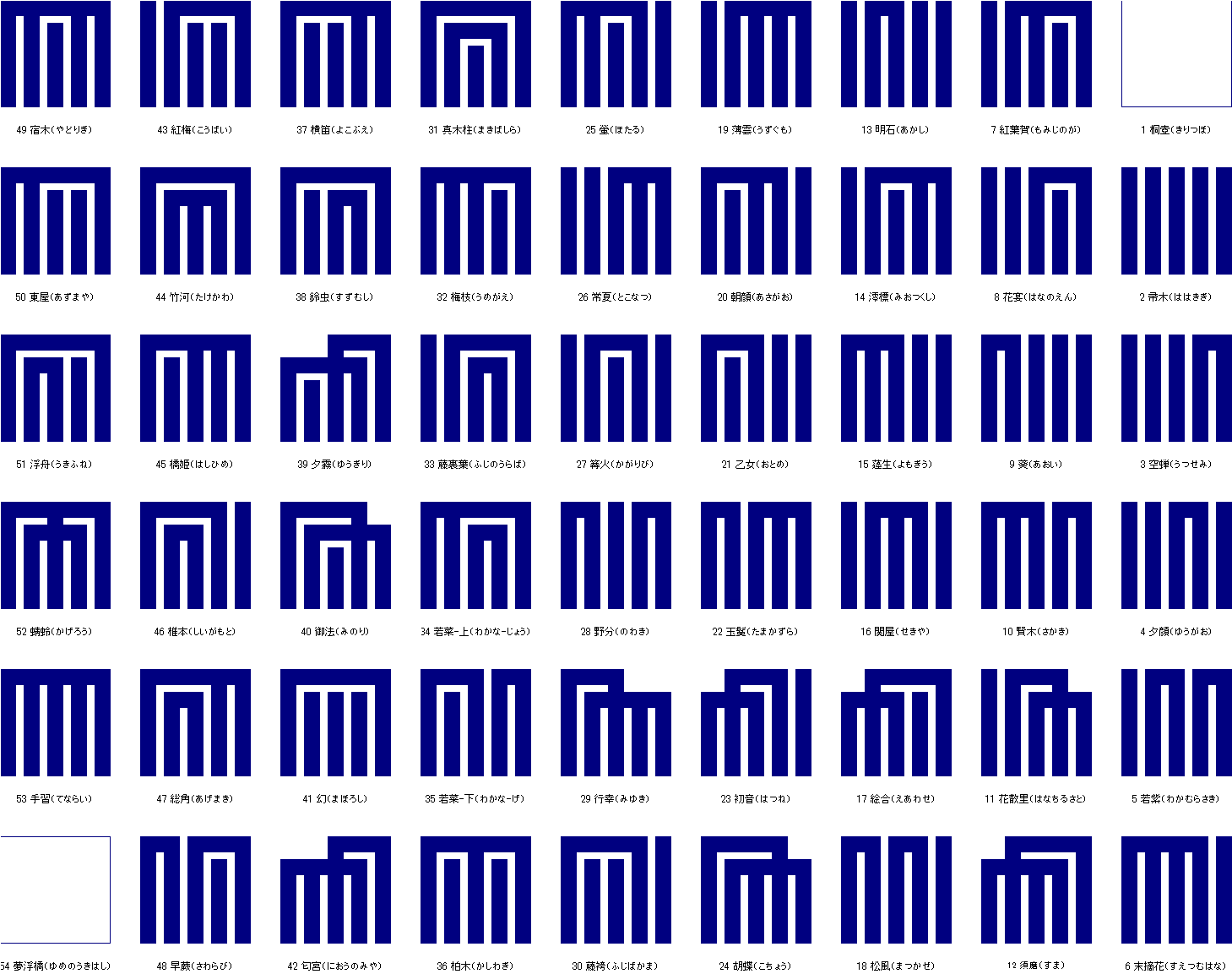
Las respuestas de Genjika.

En el kumikō, los participantes se sientan unos cerca de otros y por turnos huelen entre una y cuatro veces un incienso preparado por el anfitrión. Los jugadores van haciendo comentarios y observaciones sobre el incienso y juegan a adivinar los ingredientes utilizados en su preparación.
En el genjikō los participantes deben adivinar el máximo número de ingredientes de cinco incensarios con diferentes esencias. Las opiniones y juicios de cada uno se realizan utilizando el genjimmon o patrones lineales que designan capítulos en el Cuento del Genji.